# نشید

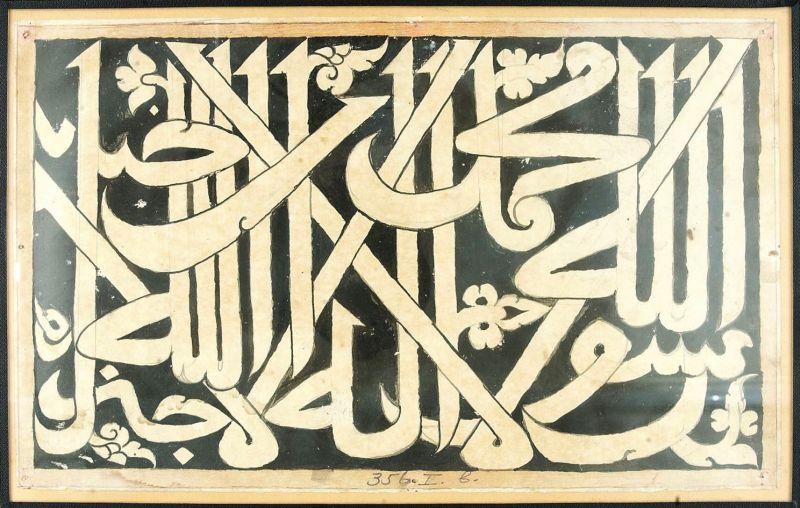
نقاشی شده عقیده اسلامی

نَشید نوعی سرود است که در میان کشورهای عربی و اسلامی محبوبیت خاصی دارد. این آهنگ‌ها با محوریت اسلامی هستند که معمولاً بدون موسیقی، فقط بر اساس صدای انسان (اغلب مرد) خوانده می‌شوند. اشعار یک نشید معمولاً به اعتقادات، تاریخ و دین اسلام و نیز وقایع جاری اشاره می‌کند.
از آنجا که در تمام مذاهب اسلامی استفاده از آلات موسیقی منع و حرام اعلام شده‌است به همین خاطر هنرمندان مسلمان به این نوع از آواز که برمبنای هم‌خوانی و ضرب‌آهنگِ بدون موسیقی بنا شده‌است، توجه زیادی داشته‌اند.

## استفاده نشید برای جهاد
از نشید برای تبلیغ جهاد هم استفاده میشود. از این‌رو  گروه های جهادی برای تبلیغ و… نشید تولید میکنند.

## نشید در شرع
گوش دادن به نشیدهای اسلامی در حد مجاز جایز است، زیرا گوش دادن به نشیدها یکی از اعمالی بود که در سنت صحابه انجام می‌شد.
گزارش شده‌است که اصحاب رسول خدا در کارهای خود (حفر سنگر و ساخت مسجد) و در سفر برای جهاد و مناسبتها آهنگ می‌خواندند و از آن برای تسکین خود استفاده می‌کردند و احساسات خود را با آن تحریک می‌کردند.

## علما و سازها
برخی علما استدلال می‌کنند که استفاده از آلات موسیقی به‌طور ضمنی در احادیث ممنوع است. بنیانگذاران هر چهار مذاهب اسلامی و بسیاری دیگر از علمای برجسته، در مورد مشروعیت و استفاده از آلات موسیقی بحث کرده‌اند. به عنوان مثال، با توجه به مکتب حنفی، مرتبط با محقق ابوحنیفه، اگر فردی شناخته شده‌است که برای منحرف کردن مردم از خدا آلات موسیقی می‌نوازد، شهادت وی پذیرفته نمی‌شود. اکثریت دانشمندان مسلمان به‌طور سنتی معتقد بودند که آلات موسیقی تا زمانی مجاز هستند که از آنها برای منحرف کردن مردم از عبادت و دور کردن آنها از خدا استفاده نشود. اگرچه اقلیتی با این دیدگاه مخالفند.